# Inline-Speedskating-Europameisterschaften 2005
Die Europameisterschaften wurden im deutschen Jüterbog (Bahn), Niedergörsdorf (Straße) und Ludwigsfelde (Marathon) ausgetragen. Die Wettkämpfe fanden vom 1. bis 7. August 2005 statt.

## Frauen
| Distanz              | Gold                                                           | Silber                                                     | Bronze                                               |
| Bahn                 | Bahn                                                           | Bahn                                                       | Bahn                                                 |
| -------------------- | -------------------------------------------------------------- | ---------------------------------------------------------- | ---------------------------------------------------- |
| 300 m Einzelsprint   | Estelle Flourens                                               | Denise Traini                                              | Erika Zanetti                                        |
| 500 m Sprint         | Estelle Flourens                                               | Maria Laura Orru                                           | Sheila Posada                                        |
| 1000 m Sprint        | Estelle Flourens                                               | Erika Zanetti                                              | Sandra Gómez                                         |
| 10000 m Punkte-Auss. | Nathalie Barbotin                                              | Nadine Gloor                                               | Simona Di Eugenio                                    |
| 15000 m Ausscheidung | Simona Di Eugenio                                              | Nathalie Barbotin                                          | Serena Di Francesco                                  |
| 5000 m Staffel       | Frankreich Nathalie Barbotin Aurélie Duchemin Estelle Flourens | Niederlande Elma de Vries Tijn Ponjee Foske van der Wal    | Italien Laura Lardani Laura Lombardo Simona Spinozzi |
| Straße               |                                                                |                                                            |                                                      |
| 200 m Einzelsprint   | Maria Laura Orru                                               | Nicoletta Falcone                                          | Estelle Flourens                                     |
| 500 m Sprint         | Nicoletta Falcone                                              | Maria Laura Orru                                           | Elma de Vries                                        |
| 10000 m Punkte       | Laura Lombardo                                                 | Nadine Gloor                                               | Elma de Vries                                        |
| 20000 m Ausscheidung | Laura Lardani                                                  | Nathalie Barbotin                                          | Cinzia Ponzetti                                      |
| 10000 m Staffel      | Deutschland Jana Gegner Tina Strüver Sandra Wieduwilt          | Italien Nicoletta Falcone Maria Laura Orru Simona Spinozzi | Spanien Sandra Gómez Sheila Posada Nuria Torres      |
| Langstrecke          |                                                                |                                                            |                                                      |
| 42195 m Marathon     | Michaela Neuling                                               | Laura Lardani                                              | Hilde Goovaerts                                      |

## Männer
| Distanz              | Gold                                                      | Silber                                                   | Bronze                                                    |
| Bahn                 | Bahn                                                      | Bahn                                                     | Bahn                                                      |
| -------------------- | --------------------------------------------------------- | -------------------------------------------------------- | --------------------------------------------------------- |
| 300 m Einzelsprint   | Gregorio Duggento                                         | Thomas Boucher                                           | Pascal Briand                                             |
| 500 m Sprint         | Patrizio Triberio                                         | Florian Leveufre                                         | Daniel Zschätzsch                                         |
| 1000 m Sprint        | Thomas Boucher                                            | Guido Cicconi                                            | Raphael Pfulg                                             |
| 10000 m Punkte-Auss. | Alexis Contin                                             | Matteo Amabili                                           | Arjan Smit                                                |
| 15000 m Ausscheidung | Yann Guyader                                              | Alexis Contin                                            | Matteo Amabili                                            |
| 5000 m Staffel       | Frankreich Julien Despaux Thomas Boucher Florian Leveufre | Italien Andrea Bighin Fabio Francolini Patrizio Triberio | Schweiz Alain Gloor Raphael Pfulg Roger Schneider         |
| Straße               |                                                           |                                                          |                                                           |
| 200 m Einzelsprint   | Patrizio Triberio                                         | Matthias Schwierz                                        | Julien Despaux                                            |
| 500 m Sprint         | Thomas Boucher                                            | Wouter Hebbrecht                                         | Raphael Pfulg                                             |
| 10000 m Punkte       | Alexis Contin                                             | Alain Gloor                                              | Fabio Francolini                                          |
| 20000 m Ausscheidung | Alexis Contin                                             | Andrea Bighin                                            | Alain Gloor                                               |
| 10000 m Staffel      | Frankreich Thomas Boucher Alexis Contin Yann Guyader      | Niederlande Sjoerd Huisman Mark Horsten Ronald Mulder    | Italien Fabio Francolini Matteo Poletti Patrizio Triberio |
| Langstrecke          |                                                           |                                                          |                                                           |
| 42195 m Marathon     | Nicolas Iten                                              | Patrizio Triberio                                        | Roger Schneider                                           |